# Tillbringare

Tillbringare

Tillbringare, en vanligen bukig och högre kanna med handtag och snås, av glas, lergods, porslin eller metall. Den används för drycker som måste tillredas eller blandas eller för drycker vars förpackning inte är lämplig. 